# Hiéroglyphe égyptien A39
Le hiéroglyphe égyptien A39 (homme debout tenant deux girafes par le cou), est classifié dans la section A « L'Homme et ses occupations » de la liste de Gardiner ; il y est noté A39.

## Représentation
Il représente un homme debout tenant deux girafes par le cou dans la position typique du maître des animaux motif très ancien d'origine mésopotamienne. Il est translittéré Ḳjs.

## Utilisation
| A38 |

| A38 |

 (homme debout tenant deux panthères emblématiques par le cou).
C'est un idéogramme du terme Ḳjs « Cusae ».